# Bahía de Lamón
La bahía de Lamón es una bahía grande en la parte sur de la isla de Luzón, en el norte de las Filipinas.

## Descripción
Es un cuerpo de agua que conecta la parte sur de la provincia de Quezón con el océano Pacífico, y limita con las ciudades costeras de Atimonan, Gumaca, Plaridel, López y Calauag, y las islas de Alabat. Se trata de una rica zona de pesca y el hogar de corales vivos diferentes. La mayoría de las partes de la bahía son de arena gris, algunas partes están llenas de rocas, y otros corales vivos.
La bahía aparece descrita en el segundo volumen del Diccionario geográfico, estadístico, histórico de las Islas Filipinas (1851) de Manuel Buzeta Núñez y Felipe Bravo con las siguientes palabras:

LAMON (bahía de): hállase en la costa N. de la parte inferior de la isla de Luzon, ó sea en la parte interior de la vuelta que toma en la prov. de Tabayas figurando como han dicho algunos un brazo doblado. Esta bahía estrecha la isla en la mencionada prov. en términos que la deja reducida á un verdadero istmo que une el gran cuerpo superior de la Luzonia con el inferior en que están las prov. de Camarines y Albay. Tiene 2 bocas: la mayor se halla siguiendo la costa oriental de la isla de N. á S. donde viene como á terminar esta línea. En la parte esterior de esta boca se encuentra la isla llamada Calbalete. La punta Salig que se halla en la espresada costa oriental y en el confin de las provincias de la Laguna y Tayabas en los 125° 25' 20" long., 14° 15' 7" lat., forma el lado occidental de esta boca que mira al N. y el estremo N. de la isla Alabat es la parte oriental. Esta isla que por su geonomía manifiesta su no muy antigua union con la montaña continental que forma la punta Roma, corresponde paralelamente lo mismo que la espresada punta, á la costa occidental de la bahia, que á poco de su espresada boca describe una línea de N. O. á S. E. hasta su punto inferior y mas mediterráneo: y ambas islas y punta forman la costa occidental que contrapuesta á la anterior mira al S. O. La otra boca indicada es el canal que se ha formado entre la isla Alabat y la punta Roma, cediendo al impulso de las aguas el istmo que las uniera: de aqui procede que esta boca es de escasísimo fondo. La indicada parte inferior ó mas mediterránea de la bahía está en los 124° 45' long., 13° 57' 20" lat., distante de su boca unas 6 leg., y tiene sobre 2 leg. de ancho por un promedio. En su costa continental ú occidental tomadad desde su mayor altura se hallan la boca del rio Casay, la punta Malazor, las bocas de los rios Napon, Supaluya, Lligan, Dian, las puntas Petisan, Majabibujaguin, Pangao, Maguitig, Minauean, Gamu y la boca del r. Laguio. En la playa se ven los pueblos de Mauban, Atimonan y Gumaca; tiene bastante fondo y está bien resguardada de los vientos; ofrece venajas considerables á las espresadas pobl.
(Buzeta y Bravo, 1851, p. 147)